# 二色南星
二色南星为天南星科天南星属的植物。分布于台灣以及中国大陆的福建等地。